# Labastide-de-Penne
Labastide-de-Penne (okzitanisch: La Bastida de Pena) ist eine französische Gemeinde mit 126 Einwohnern (Stand: 1. Januar 2022) im Département Tarn-et-Garonne in der Region Okzitanien (bis 2015: Midi-Pyrénées). Sie gehört zum Arrondissement Montauban und ist Teil des Kantons Quercy-Rouergue (bis 2015: Kanton Montpezat-de-Quercy). Die Einwohner werden Pennais genannt.

## Geographie
Labastide-de-Penne liegt etwa 35 Kilometer nordnordöstlich von Montauban. Das Flüsschen Candé entspringt hier und entwässert an der südöstlichen Gemeindegrenze zur Lère. Umgeben wird Labastide-de-Penne von den Nachbargemeinden Lalbenque im Norden, Belmont-Sainte-Foi im Osten, Puylaroque im Süden und Südosten sowie Belfort-du-Quercy im Westen.

## Bevölkerungsentwicklung
| Jahr      | 1962 | 1968 | 1975 | 1982 | 1990 | 1999 | 2006 | 2013 |
| --------- | ---- | ---- | ---- | ---- | ---- | ---- | ---- | ---- |
| Einwohner | 127  | 145  | 140  | 146  | 155  | 143  | 133  | 131  |